# Ángela María Orozco
Ángela María Orozco Gómez, née à Barranquilla en 1965, est une avocate et femme politique colombienne. Elle occupe le poste de ministre du Commerce extérieur durant la présidence d'Andrés Pastrana Arango, ainsi que celui de ministre des Transports durant celle d'Iván Duque entre 2018 et 2022.

## Études
En 1989, Ángela María Orozco est diplômée en droit et sciences socio-économiques à l'université pontificale Javeriana. L'année suivante, elle obtient sa maîtrise en jurisprudence comparée à l'université du Texas (aux États-Unis) et une spécialisation en droit économique à l'université Externado de Colombie en 1992.

## Carrière politique
À partir du 7 août 2018, elle occupe le poste de ministre des Transports dans le gouvernement du président Iván Duque, élu au second tour de l'élection présidentielle le 17 juin, avec 54,0 % des voix contre 41,8 % pour le candidat de gauche, Gustavo Petro. Elle demeure à son poste pendant toute la durée du mandat du président jusqu'en août 2022.
En octobre 2021, son nom est cité dans les Pandora Papers.